# Марикопа (град, Калифорния)
Вижте пояснителната страница за други значения на Марикопа.
Марикопа (на английски: Maricopa) е град в окръг Кърн, щата Калифорния, САЩ. Марикопа е с население от 1197 жители (по приблизителна оценка от 2017 г.) и обща площ от 3,9 km². Намира се на 269 m надморска височина. ZIP кодът му е 93252, а телефонният му код е 661.